# Daniel Binaud
Daniel Binaud (1923 - 2010) est un courtier maritime et écrivain français, né à Bordeaux.

## Biographie
Historien de la mer, il est spécialiste de l'activité du port de Bordeaux. Il écrit sur la citadelle de Blaye, les corsaires et les traites négrières. Il est également à l'origine de la création du Musée de l'Histoire Maritime de Bordeaux.
Ancien courtier maritime, (septième génération de courtiers maritimes à Bordeaux) fondateur et ancien président du Conservatoire de l'estuaire de la Gironde (France), Daniel Binaud est le président fondateur du Collectif Bordeaux - Marinopole, une association qui a pour but de ranimer la mémoire maritime de Bordeaux.
Historien éclectique, il se passionne aussi pour le cheval américain, la participation du jeune marquis de La Fayette à la guerre d'indépendance américaine. Il raconte également ses souvenirs de combats, de camaraderie, d'espoirs et de peurs d'un jeune soldat pendant la Seconde Guerre mondiale.

## Œuvres
- Les Compagnons de la liberté, livre numérique, 2011
- L'Épopée américaine de La Fayette : Washington, me voici !, La Rochelle, La Découvrance, 2007
- Les Corsaires de Bordeaux et de l’estuaire : 120 ans de guerres sur mer, Biarritz, éditions Atlantica, 1999
- La Sentinelle de Bordeaux : Blaye sur la Gironde, Bordeaux, éditions Art & Arts, 1995
- 4 siècles d'histoire du Nouveau Monde, SNPM, 1981
- Le Cheval américain, SNPM, 1980